# Norton-le-Clay
Norton-le-Clay is een civil parish in het bestuurlijke gebied Harrogate, in het Engelse graafschap North Yorkshire.